# Adams megye (Mississippi)
Adams megye az Amerikai Egyesült Államokban, azon belül Missisippi államban található. Megyeszékhelye és legnagyobb városa Natchez. Lakosainak száma 29 538 fő (2020. április 1.). Adams megye Jefferson, Wilkinson, Franklin, Tensas és Concordia megyékkel határos.

## Népesség
A megye népességének változása:
| Lakosok száma | 32 588 | 32 410 | 32 145 | 32 090 | 31 254 | 29 538 |
|               | 2010   | 2011   | 2012   | 2013   | 2015   | 2020   |